# Basílica de Cas Frares
La Basílica paleocristiana de Cas Frares, situada a la possessió de Cas Frares, del terme municipal de Santa Maria del Camí, fou descoberta el 1833 i destruïda poc després pel pagès de la finca. Abans de la seva destrucció es reproduí el mosaic del terra, per la qual cosa es coneixen les seves característiques. Les seves mides eren 17,28 m de llarg, fins a l'absis quadrangular, per 11,30 d'ample, constava de tres naus separades per dues tires de columnes de cinc pilastres.
El mosaic conservat contenia figures religioses de l'antic testament exclusivament, en concret Adam i Eva, i a causa d'això s'ha suposat que tot i haver estat una església cristiana, puix s'hi va trobar una creu romana d'Orient, no es descarta que abans hagués pogut ser una sinagoga. En el mosaic també s'hi representaven figures d'animals, aus, plantes i imatges geomètriques i inscripcions llatines.
Els distints investigadors que l'han estudiada l'han datada entre els segles v i vii.